# 프란츠 카프카
프란츠 카프카(독일어: Franz Kafka, 1883년 7월 3일 ~ 1924년 6월 3일)는 오스트리아-헝가리 제국의 유대계 소설가이다. 현재 체코의 수도인 프라하(당시 오스트리아-헝가리 제국의 영토)에서 유대인 부모의 장남으로 태어나 독일어를 쓰는 프라하 유대인 사회 속에서 성장했다. 1906년 법학으로 박사학위를 취득, 1907년 프라하의 보험회사에 취업했다. 그러나 그의 일생의 유일한 의미와 목표는 문학창작에 있었다. 1917년 결핵 진단을 받고 1922년 보험회사에서 퇴직, 1924년 오스트리아 빈 근교의 결핵요양소 키얼링(Kierling)에서 사망하였다. 카프카는 사후 그의 모든 서류를 소각하기를 유언으로 남겼으나, 그의 친구 막스 브로트(Max Brod)가 카프카의 유작, 일기, 편지 등을 출판하여 현대 문학사에 카프카의 이름을 남겼다.

## 카프카의 삶

### 가족

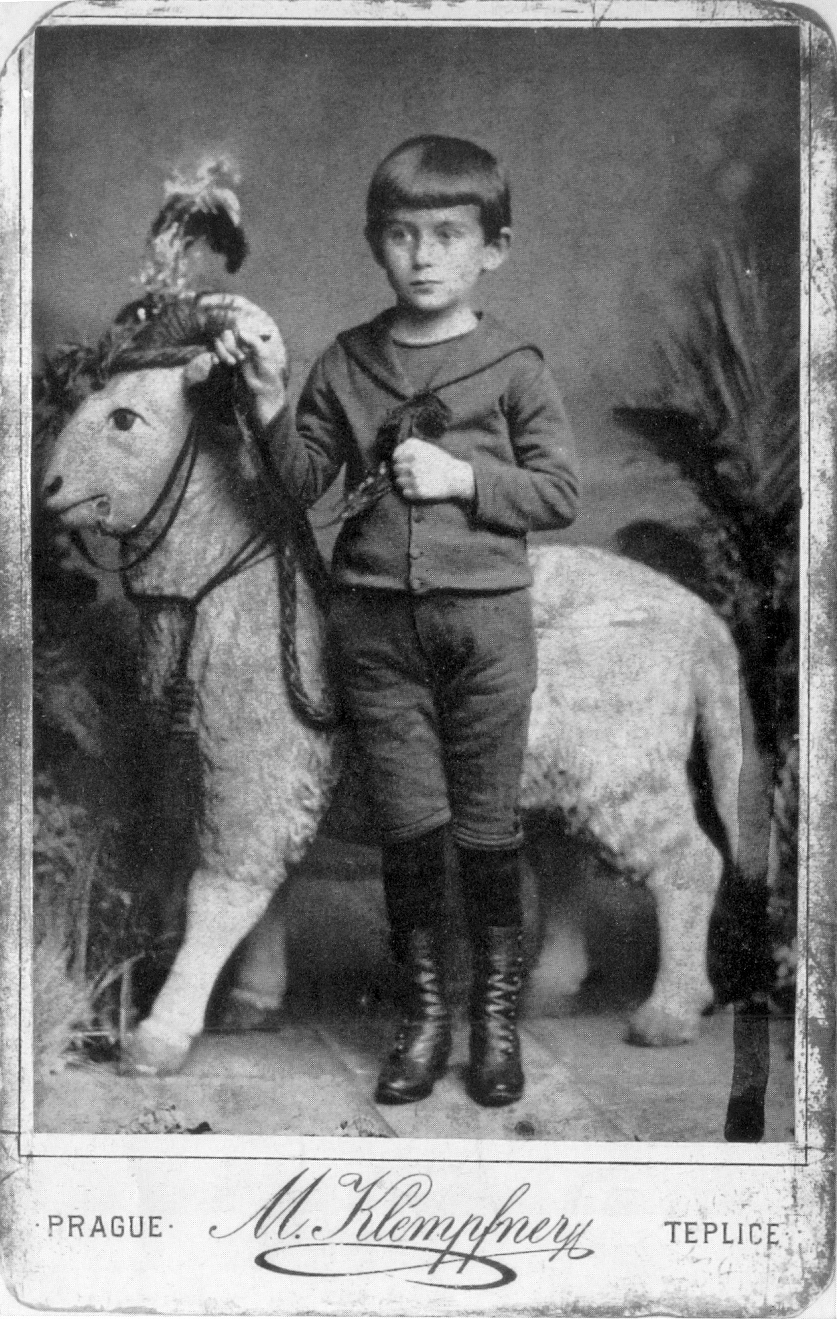
5살의 프란츠 카프카

카프카는 오스트리아-헝가리 제국 프라하의 독일어를 쓰는 꽤 부유층의 유대인 가정에서 태어났다.

### 아버지의 정신적 폭력
콘골드(1972)에 따르면, 아버지 헤르만 카프카는 '거대하고 이기적이고 거만한 사업가'로 그리고, 카프카 자신에 따르면, '강하고 건강하고 먹성 좋으며 목소리가 크고 자기 만족감에 충만한, 우세하고 끈기있고 인간 본성과 지식을 갖춘 진짜 카프카'로 그린다. 헤르만 카프카는 야콥 카프카의 넷째 아들로 남부의 피세크(Pisek) 가까운 곳의 유대인 마을인 오섹(Osek)에서 프라하로 이주해, 외판원으로 몇 년간 일한 후, 액세서리를 파는 소매점을 열었다. 사업상 상표는 jackdaw(카프카의 체코어)로, 소매점은 곧 15명의 직원을 둘 정도로 성장한다. 그곳에서 헤르만 카프카는 포데브라디(Poděbrady)의 양조업자 야콥 뢰비(Jakob Löwy)의 딸 율리(1856-1943)와 결혼하였다.
현실적이고 빈틈없는 아버지 헤르만에게 아들 카프카는 헛소리나 해대는 몽상가에 불과했고, 어린 카프카의 눈에 아버지는 지독한 일벌레에 가족은 안중에도 없이 사업의 성공에만 미친 사람으로 보였다. 더구나 어머니 율리도 남편의 사업을 도와 하루 12시간씩 일하느라 평일에는 부모 모두 집에 없었고, 카프카와 그의 형제들은 보모와 하인들이 돌아가며 키웠다.
자수성가한 상인으로 억세고 독선적이었던 헤르만은 틈만 나면 아들 카프카에게 "나는 그 어려운 환경에서도 이만큼 해냈는데, 부족한 게 없는 너는 왜 그렇게밖에 못하냐?"며 몰아 붙였고, 카프카는 수모감에 사로잡혔다. 카프카가 부친의 말 때문에 느꼈을 감정은 열등감과 수모감이었을 것임은 어렵지 않게 짐작할 수 있다.

### 동생들
카프카의 나이 두 살 때, 그리고 네 살 때 동생인 게오르크와 하인리히가 태어났지만 곧 죽고 만다. 여섯 살 때인 1889년에는 여동생 가브리엘레(엘리,1889-1941)가, 또 1년 뒤에는 발레리(발리,1890-1942)가, 그리고 그 2년 뒤에는 오틀리(오틀라, 1892-1943)가 태어났지만, 세 여동생은 폴란드 우치의 게토나 나치 강제 수용소로 흩어져 그곳에서 죽었다. 그 중 오틀라는 테레지엔슈타트 강제 수용소로 보내진 뒤 다시 죽음의 수용소로 알려진 아우슈비츠 강제 수용소에서 죽은 것으로 추정된다.

### 교육
그의 아버지는 카프카에게 상인의 기질이 보이지 않자 독일계 인문 중고등학교에 입학시킨다. 이곳에서 카프카는 루돌프 일로비, 시오니스트 휴고 베르크만, 에발트 펠릭스 프리브람, 오스카 폴락 등 평생을 두고 교우하게 될 몇 사람의 친구들을 만나게 된다. 1901년 프라하의 카를 대학교(카렐 대학교)에 진학한 카프카는 주로 문학과 예술사 강의에 흥미를 보였으나, 아버지의 요구대로 법학을 택한다.
카프카는 독일어를 제1언어로 배웠으나 체코어도 유창했다. 나중에 카프카는 프랑스어와 그 문화도 조금 알게 되었다. 그가 좋아하는 작가 중 하나는 플로베르였다. 1889년에서 1893년 그는 정육시장에 있는 도이체 크나벤슐레(Deutsche Knabenschule)라는 남자 초등학교를 다녔다. 이곳은 지금 프라하의 Masná 거리이다. 유대인의 전통을 배우는 시간은 13세 때의 Bar Mitzvah 축제와 아버지와 1년에 4번 유대교 회당(시나고그, 신약성서 루가복음서와 사도행전에 나오는 회당이 유대인 등의 종교적 공동체인 시나고그임.)가서 예배를 하는 종교 교육이 전부였다. 초등학교를 마친 후 엄격한 고전 지향적인 주립 김나지움(Altstädter Deutsches Gymnasium)에 입학한다. 이곳은 구시가지 광장(Stare Mesto)의 킨스키(Kinský) 궁전에 있다. 1901년 졸업시험(Matura exam)을 끝냈다.

### 직업
1907년 11월 1일 그는 제네랄리(Assicurazioni Generali)라는 공격적인 이탈리아계 보험회사에 들어가서 거의 9개월 정도 일했다. 이 시기 그의 편지에 따르면 그는 그 일을 별로 좋아하지 않았다. 아침 8시~오후 6시까지의 근무시간 때문에 글쓰는 데 집중할 수 없었다. 1908년 7월 15일 관두고 2주 후 보다 마음에 드는 보헤미안 왕국의 노동자 사고 보험회사에 들어갔다. 그는 종종 보험 담당관으로서의 자신의 일을 밥벌이(Brotberuf, 브로트베루프)라고 불렀다. 1908년 보헤미아 왕국 노동자 상해 보험 회사로 자리를 옮긴 후로는 죽기 2년 전인 1922년까지 그곳에서 법률고문으로 근무하는 한편, 오후 2시에 퇴근하여 밤늦도록 글을 썼다.
그러나 그는 일에 무관심 하지 않았다. 직장 생활 동안 몇 번의 승진이 그가 열심히 일했음을 말해준다. 이 시기 그의 삶은 많이 알려지지 않았는데, 피터 드러커에 따르면 카프카는 안전헬멧을 발명했다. 1912년 이 일로 메달을 받았다. 보헤미아 왕국의 강철 밀 기계(steel mill) 사망률을 1000명당 25명까지 낮췄기 때문이다. 그는 연례 보고서를 직접 편집, 작성하는 일도 맡았으며, 그 사본을 친구들에게 보낼 만큼 자부심이 있었다.
병행하여 카프카는 문학작업도 해나갔다. 가까운 친구인 막스 브로드, 펠릭스 웰치 등이 속한 그룹을 '친밀한 프라하 동아리(Der enge Prager Kreis)'로 부르기도 했다.
1911년 여동생 엘리의 배우자인 카를 헤르만이 카프카에게 석면공장(프라하 석면 헤르만 회사)을 같이 하자고 제안했다. 카프카는 처음에는 많은 자유시간을 그 일에 할애하며 긍정적인 태도를 보였다. 그 시기 그는 이디시 극장(Yiddish theatre)의 공연에 관심을 갖게 되었다. 막스 브로트는 이디시 극장에 대해 카프카를 염려했다. 그는 그 밖의 카프카의 모든 일에 지지를 보냈었다. 이 공연은 카프카가 유다이즘과 관계를 키워 가게 된 시작점이었다.
이 무렵 유럽의 노동 환경은 무척 열악했다. 카프카는 공무 출장과 노동자들과의 접촉 등 이곳에서의 업무를 통해 관료기구의 무자비성, 노동자들에 대한 가혹한 대우와 이들의 비참한 생활상을 직접 체험하고 자본주의 사회의 내면을 속속들이 꿰뚫어 볼 수 있었을 것이다. 카프카가 자신의 작품에서 개인의 소외와 무력감에 대해 보여주는 깊은 통찰은 여기에서 나온 것이라고도 할 수 있다.

### 말년

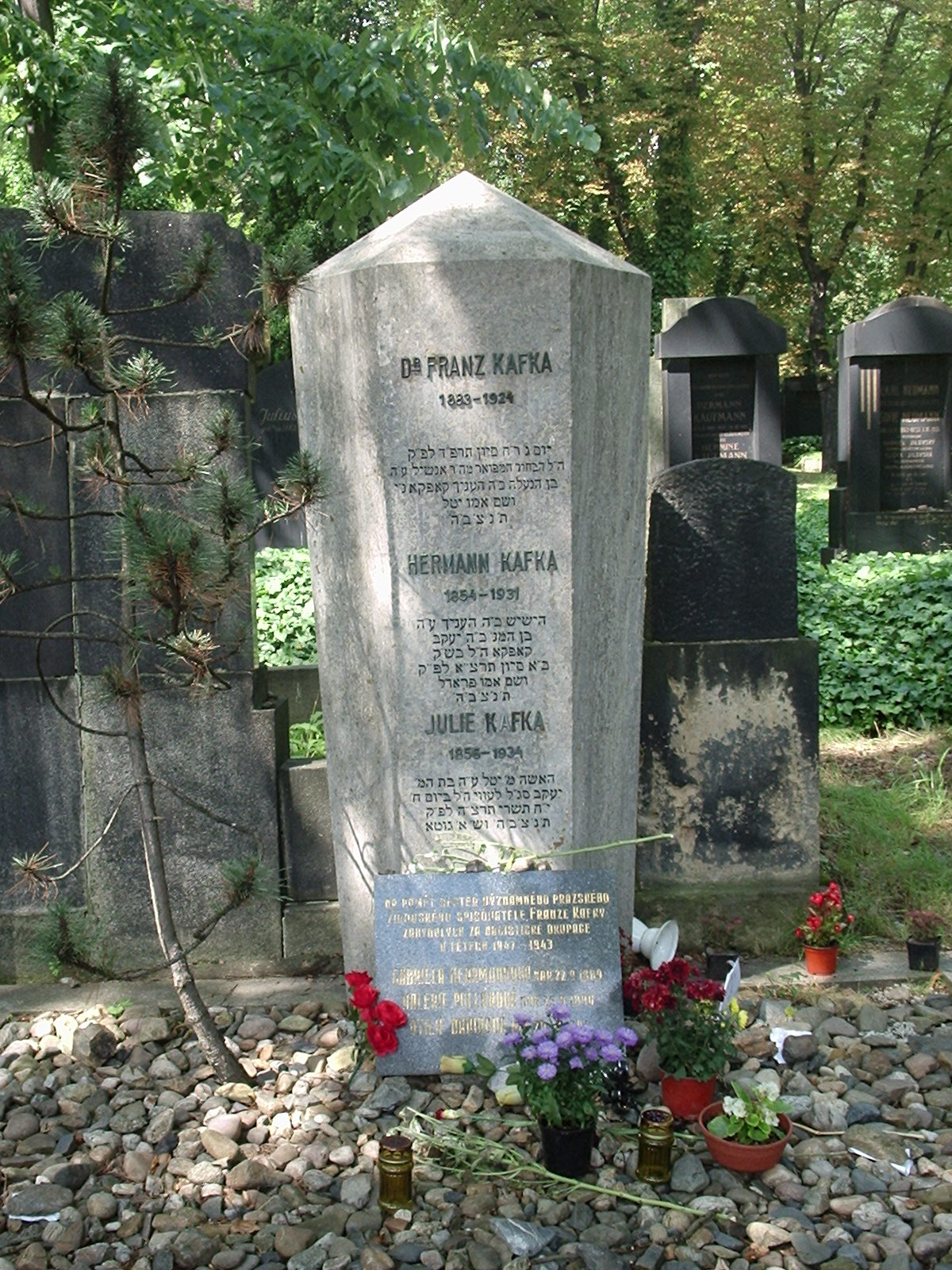
프란츠 카프카의 무덤

1912년 그의 평생지기 막스 브로트의 집에서 카프카는 펠리체 바우어를 만났다. 펠리체는 베를린에 있는 속기용 구술 녹음기 회사를 다니며 일하고 있었다. 그 후 5년간 많은 편지를 주고 받았고 종종 만났다. 두 번이나 약혼하기도 했지만 1917년 결국 그들은 헤어졌다.
1917년부터 카프카는 결핵을 앓기 시작했다. 회복을 위해 쉬는 게 필요했고 가족들, 특히 그의 셋째 누이 오틀라가 그를 돌보았다. 그 자신은 자신이 육체적으로 또 정신적으로 남들에게 혐오스럽게 인식될까 봐 걱정했다. 그러나 그는 소년 같고 깔끔하고 꾸미지 않은 외모, 조용하고 멋진 태도, 꽤 지적이고 천연덕스러운 유머로 다른 사람들에게 좋은 인상을 남겼다.
1920년대 초반 그는 체코의 저널리스트이자 작가인 밀레나 예젠스카(Milena Jesenská)와 깊은 관계를 맺었다. 1923년 그는 가족들의 영향권에서 벗어나 글쓰기에 집중하기 위해 베를린으로 잠깐 가 있었다. 베를린에서는 도라 디아만트와 함께 살았다. 그녀는 정통 유태교 집안 출신으로 유치원 교사였다. 그녀는 게토에서 벗어날 만큼 충분히 독립적이었다. 도라는 그의 연인이 되었고 카프카가 탈무드에 관심을 갖게 하는 데 영향을 줬다.
카프카가 임상적인 우울증과 사회불안증을 앓았음은 정설로 이해된다. 또 편두통, 불면증, 변비, 부스럼과 불안정증도 있었는데 보통 과도한 스트레스를 받으면 증세들이 나타났다. 그는 채식이나 멸균되지 않은 우유(이 우유는 아마 결핵의 원인이 되었을 것)의 대량 음용 등 자연요법 처방을 통해 여러 병에 대처하려 했다. 그러나 결핵은 악화되었다. 곧 그는 프라하로 돌아와 가까운 결핵요양소에 갔고 그곳에서 1924년 6월 3일 사망했다. 굶주림이 원인인 것으로 보인다. 카프카의 목은 음식을 먹으면 너무 아픈 상태였다. 정맥영양은 아직 개발되지 않은 때라 영양공급을 할 방법이 없었다. (변신의 그레고르나 단식광대의 주인공과 닮은 운명이다.) 그의 유해는 프라하로 보내졌고 1924년 12월 31일 지즈코프(Žižkov) 구역에 있는 유대인 묘지에 매장되었다.

### 개인적인 면
카프카는 평생 불행하게 지냈다. 그는 자신의 인종에 대해 정확하게 말한 적이 없는데 그도 그럴 것이 프라하의 상층부를 장악하고 있던 독일인에게는 유대인이라는 이유로, 같은 유대인들로부터는 시온주의에 반대한다는 이유로 배척받았다. 생전에 카프카는 출판업자들의 요청으로 마지못해 발표하기 전까지는 자신의 작품을 세상에 내놓기를 꺼렸으며, 발표된 작품들도 대중의 몰이해 속에 거의 팔리지도 않았다. 그는 죽음을 앞두고 친구에게 보낸 유서에서 자신의 모든 글을 불태워줄 것을 부탁했을 만큼 쓰는 것 외의 다른 것을 바라지 않았지만, 세계의 불확실성과 인간의 불안한 내면을 독창적인 상상력으로 그려낸 그의 작품은 타계후 전 세계에 알려졌다.
카프카는 공식적인 종교에 대해 전생애에 걸쳐 무관심했다. 그의 글에서 유대인으로서의 특성을 결코 나타낸 적이 없음에도 불구하고 그의 유대인 뿌리를 당황스럽게 여기지는 않았다. 지적으로 하시디즘(유대교 신비주의의 하나)이 그의 맘을 강하게 끌었다. 특히 초월적이고 신비주의적 경험 같은 면 때문에 그랬다. 생애 마지막 10년간에는 팔레스타인으로 이주할 생각도 있다고 말했다. '판결', '화부', '단식광대', '시골 의사' 등에 나타난 윤리적 절차적 진퇴양난의 상황은 법과 정의 같은 것에 관련된 유대교의 가르침에 대한 카프카의 관심을 담고 있다. '가수 요제핀'에서의 논쟁적 해설자의 웃길 만큼 세심한 스타일은 랍비들의 수사적 관습을 은근히 나타낸다.
그는 정확하게 말하면 '실존주의자'라 말하기 조금 어렵다. 왜냐하면 그의 작품을 보다보면 실존주의 사상이 드러나지만, 그는 실존주의라는 사상이 세상에 나오기 전 시대의 사람이기 때문이다.

## 카프카의 문학 세계

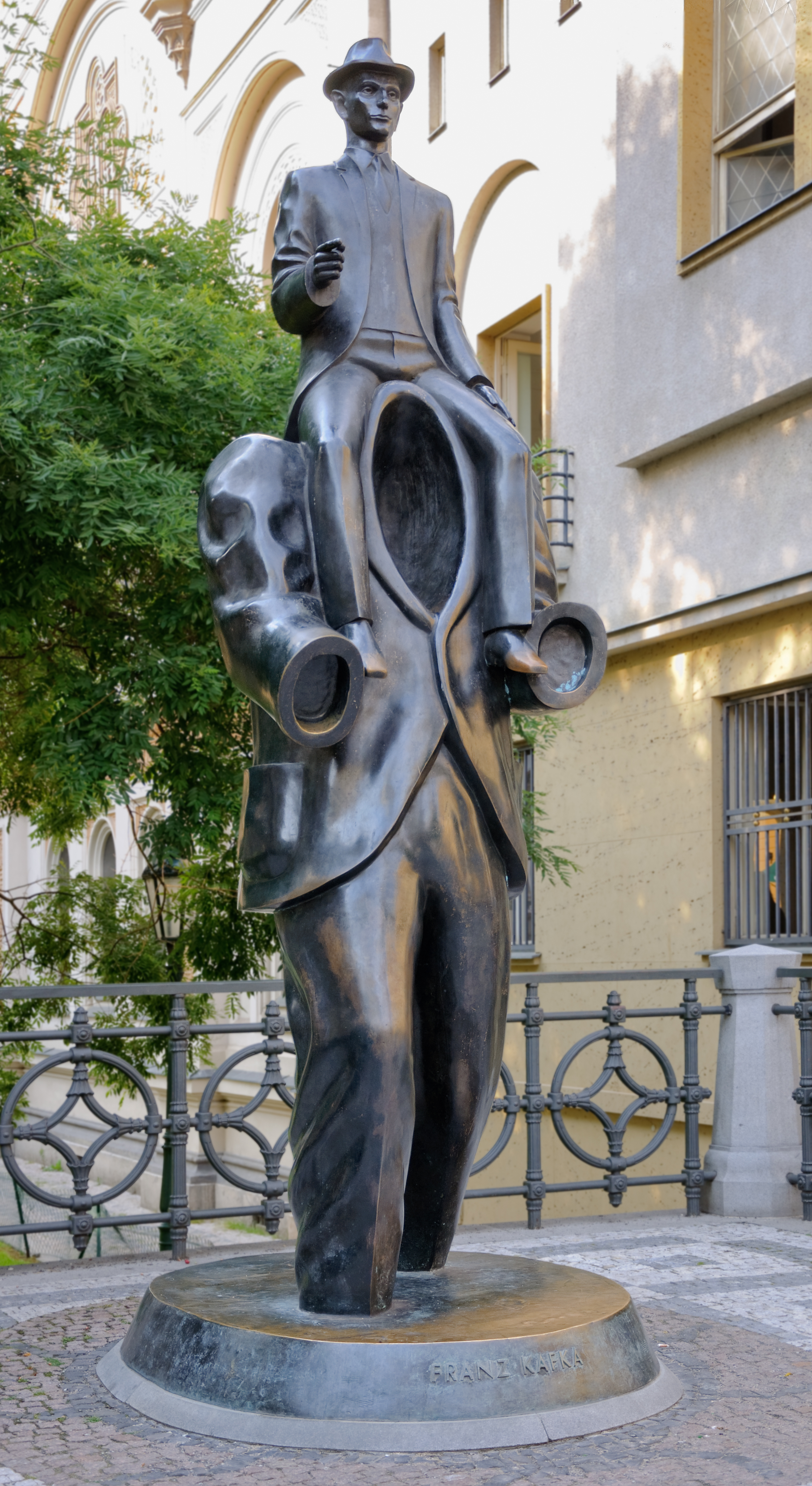
카프카의 동상

카프카는 생전에 몇 편의 단편만을 발표하였으며, 발표된 작품은 그가 작성한 작품 중 일부분에 불과하다. 그의 대부분 작품은 미완성으로 마감되었으며(예외는 《변신》 뿐인 것으로 간주된다.) 그가 죽을 때까지 거의 주목받지 못했다. 죽기전 그의 친구이자 문학적 유산 관리 집행인인 막스 브로트에게 원고를 모두 파기시켜달라고 부탁하였으나, 그는 카프카의 유언을 어기고 보유하고 있던 많은 작품을 출간하게 감독하였다. 출간된 작품은 곧 주목받기 시작했고 평론가들의 호평을 받았다. 연인 도라 디아만트 또한 카프카의 유언대로 부분적으로 원고를 파기하였으나, 비밀리에 20편의 노트와 35편의 편지를 숨겨 가지고 있다가 1933년에 게슈타포에 의해서 압수당했다. 이 유실된 원고에 대한 국제적인 조사가 아직도 진행 중이다.
1912년에 『실종자』(후에 『아메리카』로 개제), 『변신』을 쓰기 시작했고, 1914년에는 『유형지에서』와 『심판』 집필에 들어갔다. 1916년에는 단편집 『시골 의사』를 탈고했다. 1917년에 폐결핵이 발병하여 여러 곳으로 정양을 다니게 되고, 1922년에 『성』을 집필하기 시작했다. 결국 폐결핵으로 1924년에 빈 교외의 키어링 요양원에서 사망했다. 『변신』 외에 대표작으로 『심판』 『성(城)』 『실종자』 『유형지에서』 『시골의사』 『시골에서의 결혼 준비』 등이 있다.
카프카의 모든 출판된 작품은, 밀레나 예젠스카에게 체코어로 쓴 몇편의 편지를 제외하고, 대부분 독일어로 쓰였다.

### 문체
프라하에서 태어난 카프카는 체코어에 유창했다. 그러나 그는 프라하 독일어로 저술했는데, 보헤미아의 수도인 그곳의 유태인과 비주류인 기독교인들이 쓰는 언어였다. 그는 프라하 독일어가 고지 독일어 (High German) 보다 진실성이 있다고 생각했다. 프라하 독일어를 잘 사용함으로써 그는 그의 작품을 완전히 그 자신만의 것으로 만들 수 있었다.
독일어로 글을 쓰면서 아주 긴 문장을 쓸 수도 있었다. 카프카는 마침표 바로 앞에서 기대하지 않았던 문장의 박력을 종종 주기도 했다. 그런 박력은 의미와 강조점을 마무리하는 것이었다.
그의 글을 번역하는 번역자가 직면한 거의 극복할 수 없는 문제는 그가 여러 의미로 해석될 수 있는 단어를 집중적으로 썼다는 것이다. 예를 들면 그가 '독일어: Verkehr→교통,교류,성교'를 "판결" 마지막 문장에 쓴 경우를 들 수 있다. 이 문장은 "그 순간 끝없는 교통행렬이 다리를 건너고 있었다." 와 같이 번역될 수 있다. 이런 명백히 이중 의미를 지닌 'Verkehr'란 단어를 쓴 이유는 그의 친구이자 전기작가인 막스 브로트에게 한 고백에 따르면 그가 글을 쓸 때 "격렬한 사정'을 생각하며 썼다는 것이다. 물론 영어 번역에서는 '교통'이란 번역밖에 다른게 뭐가 있겠는가?
한 작가의 삶이 물론 그의 문학 창작에 경우에 따라서는 큰 역할을 하지 않을 수도 있지만, 카프카의 길지 않은 삶의 여정은 그의 문학 세계의 섬세한 면을 이해하는 데 적지 않은 도움을 준다. 그의 문학 창작에 결정적인 역할을 한 사건을 대충 간추려 본다면 가족관계, 특히 아버지상, 그의 약혼녀 펠리스 바우어, 유대인의 주체의식 등을 들 수 있겠다. 문학비평의 측면에서는 자주 거론된 "삶의 의미 추구"에 관한 문제를 여기서 짧게 손꼽을 수 있겠다.
카프카는 1904년 문학 친구였던 오스카 폴라크에게 보낸 한 편지에서 문학에 대해 이렇게 강력한 견해를 밝힌 바 있다.
| “ | 한 권의 책은 우리 안의 얼어붙은 바다를 부수는 도끼여야 한다네. | ” |

그는 친구에게 독서가 우리에게 강한 충격을 가하지 않는다면 무엇 때문에 책을 읽느냐고 반문한다, "우리에게 필요한 책은 '큰 고통을 주는 불행처럼, 우리가 정말 사랑하는 사람의 죽음처럼, 우리가 모든 사람에게서 떠나 숲 속으로 추방당한 것처럼, 자살처럼' 충격을 주는 것이어야 한다"고 말한다.

### 카프카와 펠리체 바우어 (Felice Bauer)
카프카는 펠리체 바우어와의 첫대면 (1912년 8월 13일)을 그의 일기장에 다음과 같이 기록하였다:
| “ | 아가씨 F.C. 내가 8월 13일 브로트집에서 식탁에 앉아있는 그녀를 보았을 때, 그녀는 마치 식모와 같은 인상을 주었다. 난 그녀가 누군지에 대해 별로 관심이 없었고, 그녀의 존재에 대해 곧바로 나름대로 정리를 하였다. 블라우스를 걸쳐 입은 모습이 아주 가정적으로 보였으나, 잠시후 그녀는 이 인상과는 전혀 다른 모습을 보였다... 울퉁하고 빈 얼굴은 공허 그대로였으며, 삐뚤어진 코, 약간 무디고 매력없는 금발, 거센 턱. 식탁에 마주 앉으면서 그녀를 처음으로 자세히 눈여겨 보면서 나는 그녀에 관해 확고한 판단을 내렸다. | ” |

펠리체 바우어가 이 짧은 기록에서 마치 카프카 소설의 한 인물처럼 묘사된 것에서 우리는 그녀의 존재가 카프카의 삶에 어떠한 변화를 가져오게 되었는지 아마 미루어 짐작하기 힘들 것이다. 그러나 이 첫대면 후 카프카는 그야말로 억제할 수 없는 창작열에 사로잡히게 된다. 약 한달 후 그는 하루밤 사이에 (9월 23일) 유명한 단편 "판결"을 써서 펠리체 바우어에게 바치게 된다. 그리고 그가 그녀에게 수도 없이 써 보낸 편지는 훌륭한 서한문학으로 평가됨과 동시에, 오늘날 카프카의 섬세한 문학세계를 이해하는 데 좋은 실마리를 제공하고 있다.
펠리체 바우어는 카프카와 마찬가지로 유대인으로서 카프카를 알게 된 당시 독일의 베를린에 거주하는 사무여직원이었다.

## 저작

### 장편
- 아메리카 (Amerika) 혹은 실종자 (Der Verschollene)
- 심판 (Der Prozess)
- 성 (Das Schloß)

### 중/단편
- 선고 (Das Urteil)
- 지방에서의 결혼예식 (Hochzeitvorbereitungen auf dem Lande)
- 관찰 (Betrachtung)
- 변신 (Die Verwandlung)
- 유형지에서 (In der Strafkolonie)
- 단식 예술가 (Der Hungerkünstler)
- 시골 의사 (Ein Landarzt)
- 학술원에 보내는 보고서(Ein Bericht für eine Akademie)

## 사소한 정보
그는 죽기 전에서야 비로소 "살고 싶다"고 말을 했는데, 그도 그럴 것이 그는 모순되는 삶을 살았다. 병을 앓지 않던 시절에는 고독과 우울의 바다에 빠져 살았고, 병이 악화되면서는 약혼녀와 둘이 생활했는데, 말년 당시에 그는 자신의 약혼녀와 작은 바구니에 손을 담구고 "우리집 목욕탕"이라 했으며, 심심할 때는 그림자 놀이를 즐겨했다고 한다. 